# Digital media-uddannelsen
Digital media-uddannelsen er en erhvervsuddannelse inden for medieproduktions-grenen. På uddannelsen lærer man at arbejde med animation, lyd, billeder, video og web. Uddannelsen varer 3 år og 6 måneder og består af både skoleophold og praktikophold. Der findes 2 specialer inden for uddannelsen: Multimedie-integrator og multimedie-animator. Multimedie-integratoren fokuserer på implementering af applikationer og databaser, integration af lyd, video, grafik og tekst i interaktive brugerflader, mens multimedie-animatioren fokuserer mere på 3D-animation, avanceret modellering, overfladekonstruktioner og animering.
Uddannelsen tilbydes på følgende tekniske skoler: Grenaa, Odense, Roskilde og Aalborg.